# Alpiner Skieuropacup 2022/23
Die Saison 2022/23 des Alpinen Skieuropacups begann am 28. November 2022 für die Damen in Mayrhofen und für die Herren am 1. Dezember in Gurgl. Sie endete bei den Damen am 18. März bzw. bei den Herren am 19. März 2023 in Narvik.

## Europacupwertungen

### Gesamt
| Rang | Athlet                   | Punkte |
| ---- | ------------------------ | ------ |
| 1    | Josua Mettler            | 842    |
| 2    | Marco Kohler             | 602    |
| 3    | Arnaud Boisset           | 560    |
| 4    | Halvor Hilde Gunleiksrud | 535    |
| 5    | Stefan Rieser            | 447    |
| 6    | Frederik Møller          | 443    |
| 7    | Alex Vinatzer            | 439    |
| 8    | Gilles Roulin            | 434    |
| 9    | Felix Hacker             | 430    |
| 10   | Franjo von Allmen        | 426    |

| Rang | Athletin              | Punkte |
| ---- | --------------------- | ------ |
| 1    | Nadine Fest           | 836    |
| 2    | Michaela Heider       | 818    |
| 3    | Christina Ager        | 789    |
| 4    | Moa Boström Müssener  | 683    |
| 5    | Sabrina Maier         | 674    |
| 6    | Beatrice Sola         | 646    |
| 7    | Doriane Escané        | 639    |
| 8    | Michelle Niederwieser | 615    |
| 9    | Mélanie Meillard      | 540    |
| 10   | Hilma Lövblom         | 525    |

### Abfahrt
| Rang | Athlet            | Punkte |
| ---- | ----------------- | ------ |
| 1    | Marco Kohler      | 406    |
| 2    | Franjo von Allmen | 289    |
| 3    | Nejc Naraločnik   | 279    |
| 4    | Stefan Rieser     | 234    |
| 5    | Pietro Zazzi      | 231    |

| Rang | Athletin           | Punkte |
| ---- | ------------------ | ------ |
| 1    | Nadine Fest        | 506    |
| 2    | Christina Ager     | 379    |
| 3    | Sabrina Maier      | 331    |
| 4    | Delia Durrer       | 306    |
| 5    | Vanessa Nussbaumer | 302    |

### Super-G
| Rang | Athlet             | Punkte |
| ---- | ------------------ | ------ |
| 1    | Arnaud Boisset     | 458    |
| 2    | Gilles Roulin      | 433    |
| 3    | Florian Schieder   | 383    |
| 4    | Andreas Ploier     | 301    |
| 5    | Christophe Torrent | 268    |

| Rang | Athletin              | Punkte |
| ---- | --------------------- | ------ |
| 1    | Michaela Heider       | 557    |
| 2    | Michelle Niederwieser | 470    |
| 3    | Christina Ager        | 410    |
| 4    | Sabrina Maier         | 343    |
| 5    | Nadine Fest           | 314    |

### Riesenslalom
| Rang | Athlet            | Punkte |
| ---- | ----------------- | ------ |
| 1    | Josua Mettler     | 396    |
| 2    | Livio Simonet     | 387    |
| 3    | Marco Fischbacher | 369    |
| 4    | Hannes Zingerle   | 365    |
| 5    | Frederik Møller   | 347    |

| Rang | Athletin            | Punkte |
| ---- | ------------------- | ------ |
| 1    | Hilma Lövblom       | 516    |
| 2    | Elisabeth Kappaurer | 480    |
| 3    | Elisa Platino       | 440    |
| 4    | Mélanie Meillard    | 406    |
| 5    | Doriane Escané      | 390    |

### Slalom
| Rang | Athlet                   | Punkte |
| ---- | ------------------------ | ------ |
| 1    | Halvor Hilde Gunleiksrud | 397    |
| 2    | Steven Amiez             | 374    |
| 3    | Joaquim Salarich         | 370    |
| 4    | Simon Rueland            | 290    |
| 4    | Tanguy Nef               | 290    |

| Rang | Athletin              | Punkte |
| ---- | --------------------- | ------ |
| 1    | Moa Boström Müssener  | 447    |
| 2    | Beatrice Sola         | 419    |
| 3    | Cornelia Öhlund       | 410    |
| 4    | Bianca Bakke-Westhoff | 390    |
| 5    | Marie Lamure          | 374    |

## Podestplatzierungen Herren

### Abfahrt
| Datum      | Ort                        | 1. Platz                           | 2. Platz                           | 3. Platz                           |
| ---------- | -------------------------- | ---------------------------------- | ---------------------------------- | ---------------------------------- |
| 20.12.2022 | St. Moritz (SUI)           | Cameron Alexander                  | Christopher Neumayer               | Luis Vogt                          |
| 22.12.2022 | St. Moritz (SUI)           | Cameron Alexander                  | Gilles Roulin                      | Nejc Naraločnik                    |
| 12.01.2023 | Sella Nevea (ITA)          | Stefan Rieser                      | Pietro Zazzi                       | Marco Kohler                       |
| 13.01.2023 | Sella Nevea (ITA)          | Stefan Rieser                      | Marco Kohler                       | Pietro Zazzi                       |
| 29.01.2023 | Orcières (FRA)             | Franjo von Allmen                  | Marco Kohler                       | Nejc Naraločnik                    |
| 30.01.2023 | Orcières (FRA)             | Marco Kohler                       | Josua Mettler                      | Nicolò Molteni                     |
| 1.03.2023  | Saalbach-Hinterglemm (AUT) | Rennen abgesagt, kein Ersatzrennen | Rennen abgesagt, kein Ersatzrennen | Rennen abgesagt, kein Ersatzrennen |
| 2.03.2023  | Saalbach-Hinterglemm (AUT) | Rennen abgesagt, kein Ersatzrennen | Rennen abgesagt, kein Ersatzrennen | Rennen abgesagt, kein Ersatzrennen |
| 17.03.2023 | Narvik (NOR)               | Marco Pfiffner                     | Nejc Naraločnik                    | Jacob Schramm                      |

### Super-G
| Datum      | Ort                          | 1. Platz                     | 2. Platz           | 3. Platz                   |
| ---------- | ---------------------------- | ---------------------------- | ------------------ | -------------------------- |
| 6.12.2022  | Santa Caterina (ITA)         | Josua Mettler                | Andreas Ploier     | Stefan Rieser              |
| 7.12.2022  | Santa Caterina (ITA)         | Andreas Ploier               | Joan Verdú         | Stefan Rieser              |
| 6.01.2023  | Wengen (SUI)                 | Nicolò Molteni               | Denis Corthay      | Elian Lehto Florian Loriot |
| 7.01.2023  | Wengen (SUI)                 | Gilles Roulin                | Alexis Monney      | Elian Lehto                |
| 31.01.2023 | Orcières (FRA)               | Gilles Roulin                | Felix Hacker       | Arnaud Boisset             |
| 1.02.2023  | Orcières (FRA)               | Manuel Traninger             | Christophe Torrent | Felix Hacker               |
| 14.02.2023 | Garmisch-Partenkirchen (GER) | Florian Schieder             | Arnaud Boisset     | Christophe Torrent         |
| 15.02.2023 | Garmisch-Partenkirchen (GER) | Arnaud Boisset               | Florian Schieder   | Christof Innerhofer        |
| 19.03.2023 | Narvik (NOR)                 | Gilles Roulin Arnaud Boisset |                    | Leo Ducros                 |

### Riesenslalom
| Datum      | Ort             | 1. Platz          | 2. Platz        | 3. Platz                 |
| ---------- | --------------- | ----------------- | --------------- | ------------------------ |
| 1.12.2022  | Gurgl (AUT)     | Josua Mettler     | Fabian Gratz    | George Steffey           |
| 2.12.2022  | Gurgl (AUT)     | Sam Maes          | Loévan Parand   | George Steffey           |
| 12.12.2022 | Zinal (SUI)     | Livio Simonet     | Alex Vinatzer   | Halvor Hilde Gunleiksrud |
| 13.12.2022 | Zinal (SUI)     | Livio Simonet     | Josua Mettler   | Léo Anguenot             |
| 6.02.2023  | Folgaria (ITA)  | George Steffey    | Harry Laidlaw   | Hannes Zingerle          |
| 7.02.2023  | Folgaria (ITA)  | Frederik Møller   | Hannes Zingerle | Marco Fischbacher        |
| 7.03.2023  | Gällivare (SWE) | Marco Fischbacher | Kaspar Kindem   | Alex Vinatzer            |
| 8.03.2023  | Gällivare (SWE) | Hannes Zingerle   | Alex Vinatzer   | Marco Fischbacher        |
| 13.03.2023 | Narvik (NOR)    | Frederik Møller   | Joshua Sturm    | Josua Mettler            |

### Slalom
| Datum      | Ort                          | 1. Platz                                                       | 2. Platz                                                       | 3. Platz                                                       |
| ---------- | ---------------------------- | -------------------------------------------------------------- | -------------------------------------------------------------- | -------------------------------------------------------------- |
| 15.12.2022 | Obereggen (ITA)              | Steven Amiez                                                   | Simon Rueland                                                  | Sandro Simonet                                                 |
| 16.12.2022 | Val di Fassa (ITA)           | Alex Vinatzer                                                  | Marc Rochat                                                    | Steven Amiez                                                   |
| 15.01.2023 | Garmisch-Partenkirchen (GER) | Rennen abgesagt. Ersatzrennen am 17. Februar in Berchtesgaden. | Rennen abgesagt. Ersatzrennen am 17. Februar in Berchtesgaden. | Rennen abgesagt. Ersatzrennen am 17. Februar in Berchtesgaden. |
| 16.01.2023 | Garmisch-Partenkirchen (GER) | Rennen abgesagt. Ersatzrennen am 18. Februar in Berchtesgaden. | Rennen abgesagt. Ersatzrennen am 18. Februar in Berchtesgaden. | Rennen abgesagt. Ersatzrennen am 18. Februar in Berchtesgaden. |
| 10.02.2023 | Jaun (SUI)                   | Jett Seymour                                                   | Sandro Simonet                                                 | Halvor Hilde Gunleiksrud                                       |
| 11.02.2023 | Jaun (SUI)                   | Linus Witte                                                    | Jett Seymour                                                   | Halvor Hilde Gunleiksrud                                       |
| 17.02.2023 | Berchtesgaden (GER)          | Halvor Hilde Gunleiksrud                                       | Theodor Brækken                                                | Steven Amiez                                                   |
| 18.02.2023 | Berchtesgaden (GER)          | Halvor Hilde Gunleiksrud                                       | Johannes Strolz                                                | Tanguy Nef                                                     |
| 10.03.2023 | Levi (FIN)                   | Tanguy Nef                                                     | Joaquim Salarich                                               | Steven Amiez                                                   |
| 11.03.2023 | Levi (FIN)                   | Joaquim Salarich                                               | Tanguy Nef                                                     | Halvor Hilde Gunleiksrud                                       |
| 14.03.2023 | Narvik (NOR)                 | Joaquim Salarich                                               | Steven Amiez                                                   | Hugo Desgrippes                                                |

## Podestplatzierungen Damen

### Abfahrt
| Datum       | Ort                         | 1. Platz                                                             | 2. Platz                                                             | 3. Platz                                                             |
| ----------- | --------------------------- | -------------------------------------------------------------------- | -------------------------------------------------------------------- | -------------------------------------------------------------------- |
| 17.12.2022  | Passo San Pellegrino (ITA)  | Rennen abgesagt, kein Ersatzrennen                                   | Rennen abgesagt, kein Ersatzrennen                                   | Rennen abgesagt, kein Ersatzrennen                                   |
| 18.12.2022  | Passo San Pellegrino (ITA)  | Rennen abgesagt, kein Ersatzrennen                                   | Rennen abgesagt, kein Ersatzrennen                                   | Rennen abgesagt, kein Ersatzrennen                                   |
| 10.01.2023  | Altenmarkt-Zauchensee (AUT) | Rennen abgesagt, Ersatzrennen am 11. Januar in Altenmarkt-Zauchensee | Rennen abgesagt, Ersatzrennen am 11. Januar in Altenmarkt-Zauchensee | Rennen abgesagt, Ersatzrennen am 11. Januar in Altenmarkt-Zauchensee |
| 11.01.2023* | Altenmarkt-Zauchensee (AUT) | Sabrina Maier                                                        | Magdalena Egger                                                      | Michelle Niederwieser                                                |
| 11.01.2023* | Altenmarkt-Zauchensee (AUT) | Vanessa Nussbaumer                                                   | Christina Ager                                                       | Delia Durrer                                                         |
| 1.02.2023   | Châtel (FRA)                | Christina Ager                                                       | Nadine Fest                                                          | Juliana Suter                                                        |
| 2.02.2023   | Châtel (FRA)                | Delia Durrer                                                         | Christina Ager                                                       | Nadine Fest                                                          |
| 18.02.2023  | Crans-Montana (SUI)         | Nadine Fest                                                          | Elvedina Muzaferija                                                  | Stephanie Jenal                                                      |
| 19.02.2023  | Crans-Montana (SUI)         | Nadine Fest                                                          | Keely Cashman                                                        | Sabrina Maier                                                        |
| 17.03.2023  | Narvik (NOR)                | Camille Cerutti                                                      | Nadine Fest                                                          | Stefanie Fleckenstein Lena Wechner                                   |

* Sprint-Abfahrt

### Super-G
| Datum      | Ort                         | 1. Platz                              | 2. Platz                              | 3. Platz                              |
| ---------- | --------------------------- | ------------------------------------- | ------------------------------------- | ------------------------------------- |
| 1.12.2022  | Zinal (SUI)                 | Karen Clément                         | Michaela Heider                       | Sabrina Maier                         |
| 2.12.2022  | Zinal (SUI)                 | Janine Schmitt                        | Michaela Heider                       | Karen Clément                         |
| 12.01.2023 | Altenmarkt-Zauchensee (AUT) | Michaela Heider                       | Sabrina Maier                         | Michelle Niederwieser                 |
| 3.02.2023  | Châtel (FRA)                | Christina Ager                        | Michelle Niederwieser                 | Stephanie Jenal                       |
| 6.02.2023  | Sarntal (ITA)               | Nadine Fest                           | Katrin Hirtl-Stanggaßinger            | Christina Ager                        |
| 7.02.2023  | Sarntal (ITA)               | Christina Ager                        | Elisabeth Reisinger                   | Nadine Fest                           |
| 12.02.2023 | Bjelašnica (BIH)            | Rennen auf den 13. Februar verschoben | Rennen auf den 13. Februar verschoben | Rennen auf den 13. Februar verschoben |
| 13.02.2023 | Bjelašnica (BIH)            | Christina Ager                        | Michaela Heider                       | Nadine Fest                           |
| 14.02.2023 | Bjelašnica (BIH)            | Michelle Niederwieser                 | Nadine Fest                           | Sandra Absmann                        |
| 18.03.2023 | Narvik (NOR)                | Michaela Heider                       | Michelle Niederwieser                 | Karen Clément                         |

### Riesenslalom
| Datum      | Ort             | 1. Platz          | 2. Platz            | 3. Platz                             |
| ---------- | --------------- | ----------------- | ------------------- | ------------------------------------ |
| 28.11.2022 | Mayrhofen (AUT) | Doriane Escané    | Stella Johansson    | Moa Boström Müssener Clarisse Brèche |
| 5.12.2022  | Zinal (SUI)     | Asja Zenere       | Jessica Hilzinger   | Doriane Escané                       |
| 6.12.2022  | Zinal (SUI)     | Jessica Hilzinger | Magdalena Łuczak    | Elisabeth Kappaurer                  |
| 13.12.2022 | Andalo (ITA)    | Asja Zenere       | Elisabeth Kappaurer | Vivianne Härri                       |
| 14.12.2022 | Andalo (ITA)    | Asja Zenere       | Elisa Platino       | Hilma Lövblom                        |
| 9.02.2023  | Maribor (SLO)   | Mélanie Meillard  | Hilma Lövblom       | Elisabeth Kappaurer                  |
| 10.02.2023 | Maribor (SLO)   | Mélanie Meillard  | Elisa Platino       | Neja Dvornik                         |
| 4.03.2023  | Gällivare (SWE) | Hilma Lövblom     | Elisabeth Kappaurer | Doriane Escané                       |
| 5.03.2023  | Gällivare (SWE) | Hilma Lövblom     | Elisabeth Kappaurer | Marte Monsen                         |
| 13.03.2023 | Narvik (NOR)    | Michaela Heider   | Elisabeth Kappaurer | Mélanie Meillard                     |

### Slalom
| Datum      | Ort                | 1. Platz                         | 2. Platz                         | 3. Platz                         |
| ---------- | ------------------ | -------------------------------- | -------------------------------- | -------------------------------- |
| 29.11.2022 | Mayrhofen (AUT)    | Moa Boström Müssener             | Lucrezia Lorenzi                 | Vera Tschurtschenthaler          |
| 16.12.2022 | Ahrntal (ITA)      | Paula Moltzan                    | Lisa Hörhager                    | Moa Boström Müssener             |
| 17.12.2022 | Ahrntal (ITA)      | Nicole Good                      | Moa Boström Müssener             | Emelie Henning                   |
| 14.01.2023 | Hasliberg (SUI)    | Rennen nach Val di Fassa verlegt | Rennen nach Val di Fassa verlegt | Rennen nach Val di Fassa verlegt |
| 15.01.2023 | Hasliberg (SUI)    | Rennen nach Val di Fassa verlegt | Rennen nach Val di Fassa verlegt | Rennen nach Val di Fassa verlegt |
| 14.01.2023 | Val di Fassa (ITA) | Cornelia Öhlund                  | Beatrice Sola                    | Aline Danioth                    |
| 15.01.2023 | Val di Fassa (ITA) | Cornelia Öhlund                  | Aline Danioth                    | Asa Andō                         |
| 27.01.2023 | Vaujany (FRA)      | Doriane Escané                   | Bianca Bakke-Westhoff            | Estelle Alphand                  |
| 28.01.2023 | Vaujany (FRA)      | Cornelia Öhlund                  | Andrine Mårstøl                  | Beatrice Sola                    |
| 7.03.2023  | Suomu (FIN)        | Marie Lamure                     | Andrine Mårstøl                  | Moa Boström Müssener             |
| 8.03.2023  | Suomu (FIN)        | Marie Lamure                     | Anita Gulli                      | Andrine Mårstøl                  |
| 14.03.2023 | Narvik (NOR)       | Marie Lamure                     | Nicole Good                      | Mélanie Meillard                 |